# Dietmar Schönherr
Dietmar Otto Schönherr, teljes születési nevén Dietmar Otto Hugo Schönherr (Innsbruck, 1926. május 17. – Santa Eulària des Riu, 2014. július 18.) osztrák színész, műsorvezető, rendező, író. Több mint 160 filmben játszott, leghíresebb alakítása az Őrjárat a kozmoszban – Az Orion űrhajó fantasztikus kalandjai c. sci-fi sorozatban Alistair McLane parancsnok, Eva Pflug, Ursula Lillig, Charlotte Kerr, Claus Holm, Wolfgang Völz és Friedrich G. Beckhaus társaságában. A Tetthely (Tatort) című televíziós krimisorozatban, néhány Rosamunde Pilcher-feldolgozásban és a Go, Trabi, go! 2. című vígjátékban is szerepet kapott. Magyar hangja legtöbbször – összesen 18 alkalommal – Mécs Károly volt.

## Filmográfia
- Sakknovella – Rabbi (1960)
- Hajsza egy lány után – Georg Holst (1961)
- Gyűlölet kegyelem nélkül – Dr. Elmer (1962)
- Csodálatos vagy, Júlia (1962)
- A leghosszabb nap (1962)
- Old Shatterhand (1964)
- Őrjárat a kozmoszban – Az Orion űrhajó fantasztikus kalandjai – Cliff Allister McLane (1966)
- Aki eladta az Eiffel-tornyot – Bredford King (1970)
- Afrikai mahagóni (1989)
- A remény útja (1990)
- Go Trabi Go 2 - Volt egyszer egy vadkelet – Gustav Hohenstein (1992)
- Tüzek éjszakája (1993)
- A hegyi doktor – Jack Harrison (1996)
- A zsaru mattot ad – Jürgen Kopp (1999)
- Kastélyszálló – Opa Messmer (1999)
- Álom és szerelem – Lord Kerrymore (2001)
- Alpesi nyomozók – Martin Bergmann (2003)
- Orion űrhajó - A visszatérés (2003)
- Tetthely (1975–2004)
- A svájci angyal – Dr. Meyer (2006)
- Kisvárosi doktor – Friedrich Ewersbusch (2006)

## További információ
- Dietmar Schönherr a PORT.hu-n (magyarul)
- Dietmar Schönherr az Internetes Szinkronadatbázisban (magyarul)
- Dietmar Schönherr az Internet Movie Database-ben (angolul)
- Dietmar Schönherr a Rotten Tomatoeson (angolul)
- Dietmar Schönherr az AlloCiné weboldalán (franciául)
- Dietmar Schönherr Profile. Famousfix.com. (Hozzáférés: 2023. január 18.)